# Im Schatten der Bohrtürme

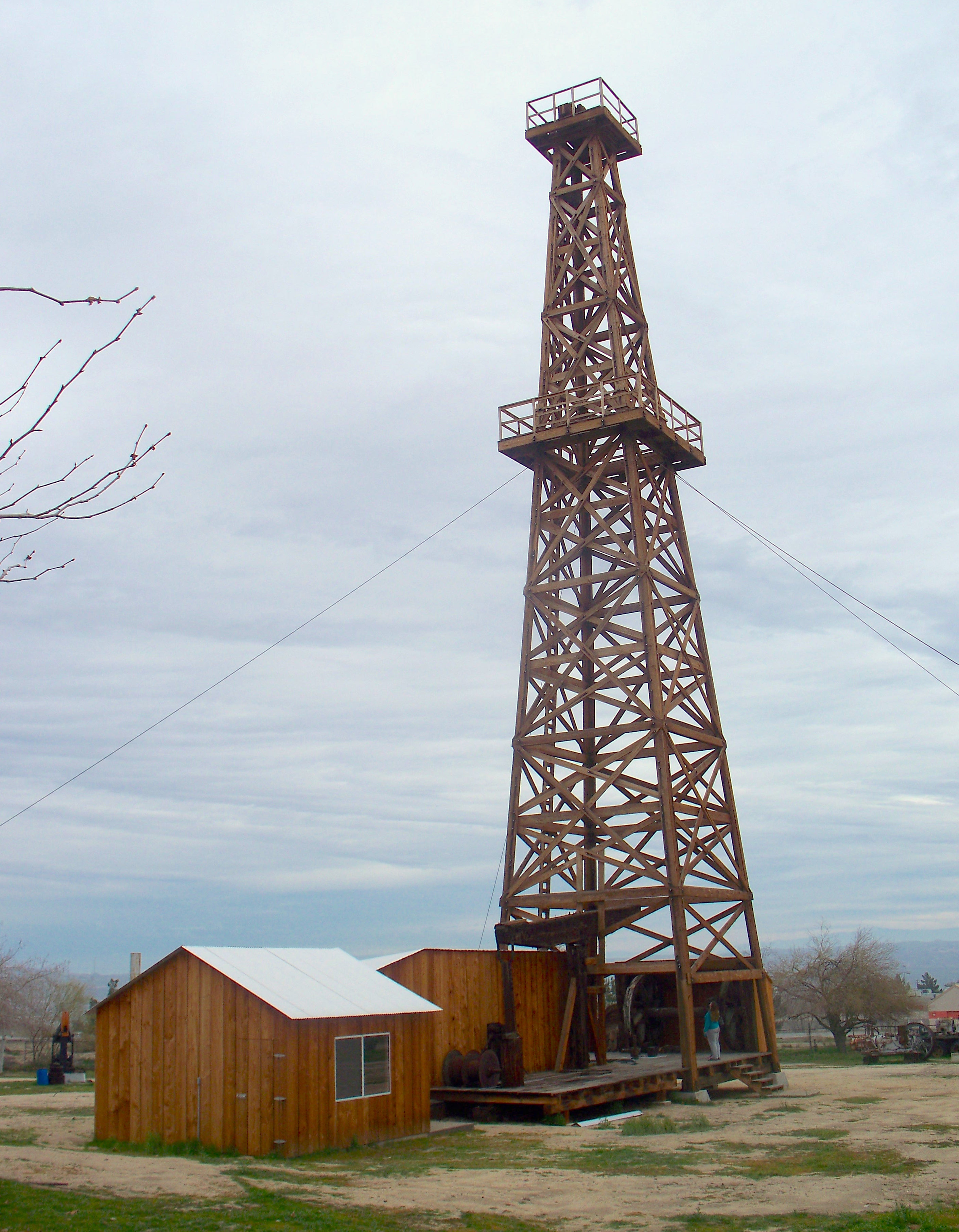
Ölbohrturm nach Oberst Drake. Diese werden „Derricks“ genannt

Im Schatten der Bohrtürme (französischer Originaltitel: À l’ombre des derricks) ist ein Lucky-Luke-Album, das von Morris gezeichnet und von Goscinny getextet wurde. Das Album erschien erstmals 1962 auf Französisch, nachdem es zuvor als Fortsetzungsgeschichte im Spirou erschienen war. Auf Deutsch ist es als Band 32 im Ehapa-Verlag erschienen.
Der Band erzählt vom Erdöl-Rausch in Titusville (Pennsylvania), der 1859 ausbrach und der Stadt den Ruf als Geburtsort des Erdölzeitalters einbrachte.

## Handlung

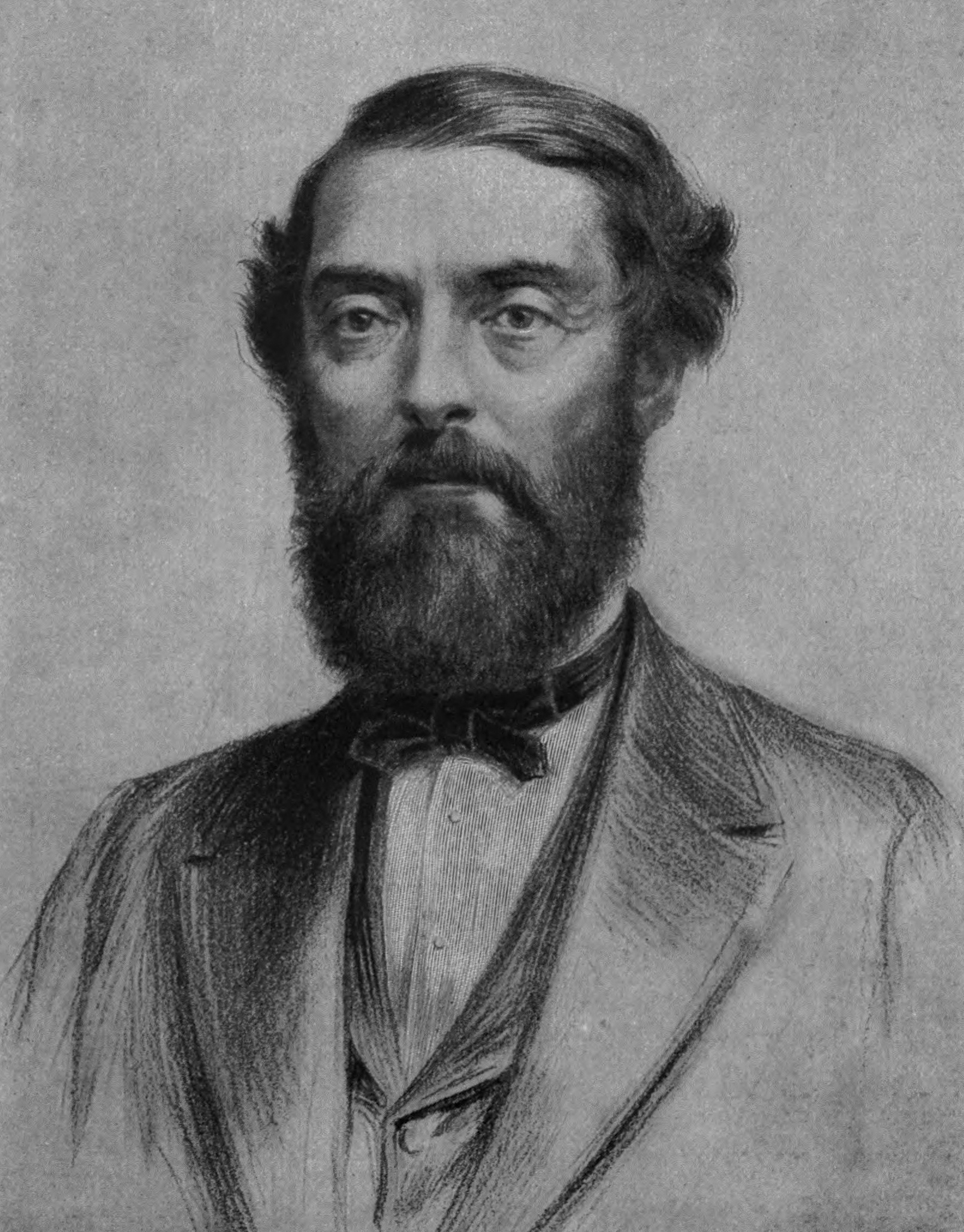
Edwin L. Drake

1857 trifft der Erdölprospektor Edwin L. Drake in Titusville im Bundesstaat Pennsylvania ein. Er hat den Auftrag bekommen, in der Gegend nach Erdöl zu bohren. Am 27. August 1859 wird er tatsächlich fündig. Die Meldung verbreitet sich wie ein Lauffeuer und zieht allerhand Abenteurer an, wie kurz zuvor etwa beim Goldrausch in Kalifornien. Der Bürgermeister will, dass Lucky Luke Sheriff wird und für Ordnung sorgt. Der denkt aber zunächst nicht daran, nach Pennsylvania im Osten zu reiten. Als er sieht, was bereits auf dem Weg dorthin los ist, entschließt er sich dennoch, aufzubrechen.
In Titusville steht das Erdöl selbst in den Straßen knöcheltief und alle Geschäfte sind wegen des Rausches geschlossen. Natürlich zieht das Ereignis auch dubiose Gestalten an, unter ihnen Bingle, der sich mit Luke anlegen möchte, aber dafür im Gefängnis landet. Als Luke später Oberst Drake trifft, zeigt sich, dass mittlerweile die Derricks allgegenwärtig sind und zu hunderten in den Himmel ragen.
Als Nächstes erscheint Barry Blunt in der Stadt und sagt, er wolle dem Sheriff helfen, die Ordnung wieder herzustellen, denn selbst der Richter kann nur mit Drohungen zur Ausübung seines Amtes bewegt werden. Tatsächlich aber wollen er und seine Bande, zu der auch Bingle gehört, alle Ölbohrtürme übernehmen und sich die ganze Stadt aneignen. Als erstes wirft er alle Gäste aus dem Hotel und bezahlt die Kaution für Bingle. Der will aber gar nicht aus dem Gefängnis raus, denn er hat darin auch Erdöl gefunden.
Sofort macht sich nun Blunt daran, mit dubiosen Methoden den Leuten ihre Öltürme abzuluchsen oder nötigenfalls auch einfach anzuzünden. Da aber Blunt alle Gesetze zu seinem Vorteil auszunutzen weiß und es keine Beweise für Betrügereien gibt, gehören ihm bald alle Ölfelder. Währenddessen übernimmt Bingle die Verantwortung für jedes Vergehen, um nur möglichst wieder ins Gefängnis und zu seiner Ölquelle zu kommen, was ihm aber nicht gelingt, denn Lucky Luke begnadigt ihn andauernd.
Als Blunt alle Ölquellen gehören, außer derjenigen von Drake, stellt er die ehemaligen Eigner als sehr billige Arbeitskräfte wieder ein und zwingt sie mit Drohungen, für ihn wie Sklaven zu arbeiten.
Luke, der nun mit Drake an dessen Quelle Wache hält, erwischt Bingle, wie er versucht, das Ölfeld anzuzünden. Er kann ihn dazu überreden, Blunt so zu beleidigen, dass dieser handgreiflich wird, was Luke ausreicht, um ihn einzusperren. Als der Richter erfährt, dass er die Verhandlung gegen Blunt führen soll, reist er Hals über Kopf ab. Oberst Drake stellt sich daraufhin als Richter zur Wahl. Blunts Männer verhindern zwar mit vorgehaltenen Waffen, dass die Bürger an der Wahl teilnehmen können. Doch Lukes, Drakes und Drakes Gefährte Billi Smiths Stimmen allein genügen für die Wahl auch. Tatsächlich wird Blunt nun verurteilt, doch seine Bande zündet in der Nacht alle Felder an und benützt die entstandene Aufregung, um Blunt zur Flucht zu verhelfen.
Während die Bande direkt in die Hände der Kavallerie reitet, möchte sich Blunt an Lucky Luke rächen. Er lässt sich dafür verkleidet bei Drake anstellen und will Luke vom Bohrturm aus erschießen, als dieser auftaucht. Er schießt allerdings daneben und wird daraufhin ebenfalls verhaftet. Drake verabschiedet Luke, der auf dem schnellsten Weg nach Texas zurückkehren will, wo es kein Erdöl geben soll ...